# ديف بويلين
ديف بويلين (بالإنجليزية: Dave Boylen)‏ هو لاعب كرة قدم بريطاني في مركز الوسط، ولد في 26 أكتوبر 1947 في برستبوري في المملكة المتحدة. لعب مع غريمسبي تاون.